# Armand Gasté
Pour les articles homonymes, voir Gasté.
Armand Gasté, né à Vire le 13 janvier 1838 et mort à Caen le 26 mars 1902, est un historien et homme de lettres français, spécialiste de l'histoire littéraire de Normandie.

## Biographie

### Carrière
Au sortir du collège de Vire, Gasté débuta dans l’Instruction publique comme maître d’étude à Lisieux, puis au Lycée de Caen. Après avoir suivi les cours de l’École normale supérieure de la rue d'Ulm, où il avait été reçu en 1861, Gasté passa l’agrégation de lettres en 1863. Spécialiste de la poésie des XVe et XVIe siècles, il occupa successivement les chaires de troisième à Troyes et au collège Gérôme de Vesoul, la seconde puis la première au Mans et, en 1872, la même chaire à Caen. En 1874, après avoir été reçu en Sorbonne docteur ès lettres avec deux thèses qui lui valurent les éloges du jury. Après avoir refusé une chaire à la Faculté des lettres d’Aix pour ne pas s’éloigner de sa province natale, il fut nommé maître de conférences de littérature ancienne à la Faculté des lettres de Caen, le 13 septembre 1878. Chargé du cours de littérature latine et d’institutions romaines de 1881 à 1884, il devint professeur titulaire à la fin de la même année. Le 1er novembre 1884, il fut transféré dans la chaire de littérature française qu’il occupa jusqu’à sa retraite en 1901. Il fut également délégué, pendant deux ans, dans la chaire de littérature et d’art normands.

### Études
En dehors de certaines éditions d’ouvrages classiques, qu’il a publiées, Gasté s’est attaché spécialement à l’étude des poètes de la Normandie. On lui doit au moins cent cinquante différentes publications : gros volumes, brochures, ou simples plaquettes, mais le sujet de prédilection auquel il a consacré sa première et sa dernière œuvre est celle de la question de l’origine des « Vaux-de-Vire », qui a longtemps soulevé de vives polémiques. Dans son premier essai, daté du 13 janvier 1862, alors qu’il était encore à l’École normale, qui est une édition des Noëls virais de Jean Le Houx, il remettait déjà en cause, dans l’introduction, la paternité des chansons éditées par Jean Le Houx et attribuées à Olivier Basselin. L’un des premiers, Beaurepaire ainé avait, dès 1858, établi que, si l’existence d’Olivier Basselin et son rôle littéraire ne pouvaient être mis en doute, il n’en était pas de même des œuvres qui lui étaient attribuées. Gasté reprit le problème, l’étudia sous toutes ses faces dans des publications différentes et donna la solution définitive. En 1886, une autre édition de Chansons normandes du XVe siècle, publiées pour la première fois d’après les manuscrits de Bayeux et de Vire l’amena à donner, la même année : Olivier Basselin et les compagnons du Vau de Vire, leur rôle pendant les guerres anglaises et leurs chansons en interrogeant la tradition et les documents authentiques pour arriver à des conclusions acceptées par les critiques, entre autres Gaston Paris, sur le double rôle d’Olivier Basselin et de ses compagnons. Les résultats de ces recherches uniquement fondées sur les sources confirment les hypothèses de Le Roux de Lincy selon lesquelles l’existence d’Olivier Basselin au milieu du XVe siècle est certaine, qu’il a été foulon dans le Val de Vire, et qu’il a composé des chansons devenues rapidement populaires, qu’il existait autour de lui une sorte d’association de joyeux vivants, cultivant la chanson et la bouteille s’appelant les Compagnons vaudevirois ou du Vau de Vire, que cette association prit, lors du soulèvement de la Normandie contre les Anglais, un caractère politique et belliqueux, et contribua, avec d’autres compagnies du même genre, à fomenter par ses chants et même par ses actes la haine et l’extermination des Anglais, que Basselin fut tué, dans un engagement malheureux, par les Anglais qui semblent avoir pillé aussi le Val de Vire et beaucoup maltraité ses compagnons.
Quelques mois plus tard, Gasté donnait : les Vaux de Vire de Jean Le Houx, publiés pour la première fois d’après le manuscrit autographe du poète, édition refaisant la biographie de l’avocat Jean Le Houx, auquel sont restituées les chansons attribuées à Basselin. Toujours dans le même ordre d’idées, Gasté écrivait, en 1883, une bonne étude critique et historique des Noëls et Vaudevires du manuscrit de Jean Porée, sieur de Viresne, trésorier de l’église Notre-Dame de Vire (Caen, F. Le Blanc-Hardel, 1883). L’origine de quelques Noëls recueillis et copiés par Porée doit remonter au temps de Basselin et plusieurs sont dus à Jean Le Houx. La société littéraire, la Pomme, ayant mis au concours, en 1886, une Étude sur Olivier Basselin, Gasté obtint le prix proposé avec un court et substantiel article. Les conclusions de Gasté ayant été disputées par Victor Patard dans douze articles parus, en 1888, dans Le Virois, plus tard réunies dans un ouvrage intitulé La Vérité dans la question Olivier Basselin et Jean Le Houx, à propos du « Vau-de-Vire » (Paris, H. Jouve, 1891), Gasté lut, en 1889, Les Insurrections populaires en Normandie au XVe siècle pendant l’occupation anglaise et la question d’Olivier Basselin devant l’Académie des sciences morales et politiques. Enfin, il fit une réimpression en 1901, quelques mois avant sa mort, pour la Société des bibliophiles normands du Livre des chants nouveaux de Vaudevire de Jean Le Houx, avec une Introduction et des Notes, d’après l’édition donnée à Vire par l’imprimeur Jean de Cesne, vers 1669 (Rouen, Imprimerie Léon Gy, 1901).

### Sociétés savantes
Élu membre titulaire de l’Académie des sciences, arts et belles-lettres de Caen, en 1873, il succéda à Julien Travers comme secrétaire de cette compagnie en 1881, et en fut l’âme pendant vingt ans. À chaque séance, dès que l’ordre du jour n’appelait pas une lecture d’un autre membre, il communiquait à ses confrères d’intéressantes recherches sur quelque sujet d’histoire ou de critique littéraire. C’est ainsi qu’il a enrichi les Mémoires de l’Académie d’une vingtaine d’articles, souvent fort étendus. Sa collaboration fut également des plus actives à la Société des Antiquaires de Normandie, pour laquelle il fit souvent de savantes communications et écrivit pour son Bulletin des articles plus ou moins étendus. L’activité de Gasté, à la Société des Beaux-Arts de Caen, dont il fut plusieurs fois président, ne fut pas moins grande. Enfin, Gasté composa une foule d’articles de philologie, de critique littéraire, d’histoire ou d’archéologie pour d’autres sociétés dont il était membre et pour une foule de recueils tels que la Revue d'histoire littéraire de la France, les Annales de la Faculté des Lettres de Caen ou celle de Bordeaux, le Bulletin historique et philologique, la Nouvelle Revue, la Revue Bossuet, la Revue catholique de la province de Normandie, etc.

## Publications
- Les Noëls virois de Jean le Houx, Caen, Le Gost-Clérisse, 1862, in-16.
- Chansons normandes du XVe siècle publiées pour la première fois sur les mass. de Bayeux et de Vire avec notes et introduction, Caen, E. Le Gost-Clérisse, 1866, in-18.
- (la) De Scoliis sive de Carminibus convivalibus apud Graecos, Paris, E. Thorin, 1873, in-8°.
- Étude critique et historique sur Jean le Houx et le Vau de Vire à la fin du XVe siècle, thèse française, Paris, E. Thorin, 1874, in-8°.
- Les Serments de Strasbourg, étude critique, historique et philologique, Paris, E. Belin, 1888, in-8°.
- Les Insurrections populaires en Basse-Normandie au XVe siècle, pendant l’occupation anglaise et la question d'Olivier Basselin, Caen, H. Delesques, 1889, in-8°.
- Les Frères Le Chevallier d’Aigneaux, Caen, Le Gost-Clérisse, 1876.Biographie des traducteurs en vers d’Horace et de Virgile, au XVIe siècle.
- Pierre Vengeons, recteur de l’Université de Caen et auteur de l’Office et des Hymnes de saint Exupère (Bréviaire de Bayeux).
- Deux lettres inédites de la princesse Palatine, mère du Régent, Caen, F. Le Blanc-Hardel, 1879.Adressées à l’évêque d’Avranches, P.-D. Huet.
- Notes critiques sur un manuscrit de Juvénal, Caen, F. Le Blanc-Hardel, 1880.
- Quelques documents inédits sur l’administration provinciale de Louis XIV, Caen, F. Le Blanc-Hardel, 1881.Lettres écrites à P.-D. Huet par Louis XIV et ses ministres, Colbert, Seignelay, Châteauneuf, Pontchartrain et La Vrillière, avec plusieurs autres lettres inédites de Louis de Bourbon (plus tard le grand Condé) et du duc du Maine, relatives à la révocation de l’Édit de Nantes, à l’envoi à la Monnaie des trésors des églises, aux poursuites contre les Maximes des Saints, de Fénelon, etc.
- Pierre Corneille au Palinod de Caen, Caen, F. Le Blanc-Hardel, 1886.
- La Jeunesse de Malherbe (documents et vers inédits), Caen, Henri Delesques, 1890.Article expliquant pourquoi le poète quitta son pays natal pour s’en aller chercher aventure ailleurs.
- Bossuet, Lettres et pièces inédites ou peu connues, Caen, Henri Delesques, 1893.Recueillies d’après la collection d’Amable Floquet.
- Malherbe, concessionnaire de terrains à bâtir sur le port de Toulon, avec un appendice : Le portrait de Malherbe par Pinsonius.
- Michel Menot. En quelle langue a-t-il prêché ? — Son genre d’éloquence. — Essai de restitution, en français du commencement du XVIe siècle, des sermons sur « l’Enfant prodigue » et sur « la Madeleine », Caen, Henri Delesques, 1897 ; rééd. Paris, Champion, 1971.Étude philologique très fouillée.
- Une demi-victime de Boileau. Les Poésies de Jean Bardou, curé de Cormelles-le-Royal, près Caen (1621-1668), Caen, Henri Delesques, 1899.L’un des membres de l’ancienne Académie de Caen qui fut l’ami des beaux esprits de son temps.
- Du rôle de Scarron dans la « Querelle du Cid », Caen, Henri Delesques, 1900.Par un ingénieux rapprochement des caractères et des bandeaux employés par un imprimeur du Mans, l’auteur établit que les deux pamphlets grossiers, « L’Apologie pour Monsieur Mairet » et « La suite du Cid en abrégé », sont bien de Scarron, alors chanoine de la cathédrale du Mans.
- Voltaire à Caen en 1713, Caen, Henri Delesques, 1901.
- Le Journal de bord du chevalier de Camilly.Celui-ci avait été chargé, en 1721, de reconduire à Constantinople, Méhémet Effendi, l’ambassadeur turc dont la mission en France avait échoué.
- Un autographe de Victor Hugo, curieuses notes de voyage.
- Lettres inédites de P.-D. Huet à son neveu de Charsigné, Caen, Delesques, 1901.Précieux recueil, publication dont la deuxième partie sera une œuvre posthume.
- Tables chronologique, méthodique et alphabétique des travaux, insérés dans les Mémoires de l’Académie des Sciences, Arts et Belles-Lettres de Caen, depuis 1754 jusqu’en 1893.
- Daniel Huet et les Échevins de Caen.
- Noëls et Vaudevires du manuscrit de Jean Porée, étude critique et historique, Caen, F. Le Blanc-Hardel, 1883.Ce mémoire a valu à son auteur la première mention honorable au concours des Antiquités nationales.
- La Chanson des Faux-nobles, du registre de Monts (Calvados).Gasté l’attribuait à un certain Bousseau, avocat des fermes, mais d’après Eugène de Beaurepaire, l’auteur s’appelait plus probablement Boisleau ou Boileau.
- À propos d’Olivier Basselin et de l’édition des Vaudevires de Louis Dubois de 1821, s.l., s.n., [v. 1898].
- Les Tombeaux des Matignon à Torigni-sur-Vire, Paris, Plon-Nourrit et Cie, 1900.
- Le Livre des Chants nouveaux de Vaudevire, Rouen, Léon Gy, 1901.
- Les Droits de l’abbaye de Troarn sur l’église Notre-Dame, sur la chapelle du château de Vire, et sur le collège et les écoles de Vire.
- Talma à Caen (1826) ; notes et autographe, Caen, F. Le Blanc-Hardel, s.d..Curieux souvenirs des représentations du célèbre tragédien.
- Les Collections de Verrès, Caen, Le Blanc-Hardel, 1883.
- Un chapiteau de l’église Saint-Pierre de Caen, Caen, H. Delesques, 1887.Savante étude d’archéologie et d’histoire littéraire à propos de sculptures qui, dans quelques églises normandes, représentent des scènes tirées des Romans de la Table-Ronde et des Fabliaux.
- Les Tapisseries des Ursulines à Caen, Caen, s.n., 1893.Le sujet en est l’embarquement de sainte Ursule et son martyre.
- Le Portrait original de d’Alembert par Quentin de La Tour, Caen, C. Valin ; Paris, E. Plon, Nourrit et Cie, 1896.
- Le Musée de Vire, sa création, ses collections, et en particulier ses objets d’art, Caen, C. Valin, 1896.Recherches sur les origines et la valeur des collections d’une petite ville.
- Léonor Couraye du Parc, Caen, C. Valin, 1896.Biographie du peintre granvillais.
- La Querelle du Cid, Paris, H. Welter, 1898.Prix Saintour de l’Académie française en 1899.
- Incendie du musée d’Avranches, Caen, C. Valin, 1901.Avec le catalogue des tableaux, dessins et sculptures de cet établissement qui ont été anéantis.

## Distinctions
- Officier d'académie (4 août 1876)
- Officier de l'Instruction publique (14 juillet 1881)
- Chevalier de la Légion d'honneur (30 mars 1894)[2]

## Sources
- Émile Travers, « Notice sur M. Armand Gasté », Mémoires de l’Académie nationale des sciences arts et belles-lettres de Caen, t. 3-27, 1903.